# Glaphyrus caucasicus
Glaphyrus caucasicus es una especie de coleóptero de la familia Glaphyridae.

## Distribución geográfica
Habita en el Cáucaso.